# Governo de Unidade Nacional (Líbia)

Selo do Governo de Unidade Nacional da Líbia.

Governo de Unidade Nacional (em árabe: حكومة الوحدة الوطنية, Hukumat al Wahdat al Watania) é um governo provisório da Líbia formado em 10 de março de 2021 para unificar os rivais Governo do Acordo Nacional baseado em Trípoli e o Segundo Gabinete de Abdullah al-Thani baseado em Tobruk. Abdul Hamid Dbeibeh é o primeiro-ministro do Governo de Unidade Nacional e foi selecionado no Fórum de Diálogo Político Líbio em 5 de fevereiro de 2021.

## Criação
Abdul Hamid Dbeibeh foi selecionado como primeiro-ministro pelo Fórum de Diálogo Político Líbio, juntamente com Mohamed al-Menfi como Presidente do Conselho Presidencial, e Musa al-Koni e Abdallah al-Lafi como membros do Conselho Presidencial.  Dbeibeh foi requerido nos termos dos acordos feitos pelo Fórum de Diálogo Político Líbio para nomear um gabinete de ministros para a Câmara dos Representantes da Líbia até 26 de fevereiro de 2021. 
Em 15 de fevereiro, Dbeibeh declarou sua intenção de contatar pessoas em todas as treze áreas eleitorais da Líbia para discutir propostas de nomeações para ministros e para que o gabinete patenteie um grupo representativo de líbios. As disposições do Fórum de Diálogo Político Líbio declaram que se Dbeibeh não apresentasse seu gabinete proposto a Câmara dos Representantes até 26 de fevereiro, ou se a Câmara dos Representantes não aprovasse o gabinete proposto, a tomada de decisão retorna ao Fórum de Diálogo Político Líbio.  Dbeibeh afirmou no dia seguinte que consultaria o Alto Conselho de Estado, a Câmara dos Representantes e a Comissão Militar Conjunta 5 + 5 da Líbia. 
Em 15 de fevereiro, cerca de vinte membros da Câmara dos Representantes estiveram presentes em uma sessão realizada em Tobruk, presidida por Aguila Saleh Issa, no componente "oriental" do parlamento; e setenta membros da Câmara dos Representantes presentes em uma sessão em Sabratha, no componente "ocidental" do parlamento. O bloco de Tobruk pediu que os escritórios do Governo de Unidade Nacional fossem localizados em Sirte e que a Câmara dos Representantes realizasse uma sessão especial em Sirte para aprovar o gabinete do Governo de Unidade Nacional proposto. De acordo com o Libya Herald, os dois ramos da Câmara dos Representantes permaneceram competindo um com o outro. 
Em 10 de março de 2021, a Câmara dos Representantes se reuniu na cidade de Sirte para aprovar formalmente a criação do Governo de Unidade Nacional liderado por Mohamed al-Menfi como presidente do Conselho Presidencial e Abdul Hamid Dbeibeh como primeiro-ministro.